# Physalaemus atlanticus
Physalaemus atlanticus es una especie de ránidos de la familia Leptodactylidae.

## Distribución geográfica
Es  endémica de Brasil. 